# Trame bleu marine
 (février 2025).
 (février 2025).
Si vous disposez d'ouvrages ou d'articles de référence ou si vous connaissez des sites web de qualité traitant du thème abordé ici, merci de compléter l'article en donnant les références utiles à sa vérifiabilité et en les liant à la section « Notes et références ».
La Trame bleu marine est — en France — la partie maritime et sous-marine de la trame bleue, complément de la trame verte et bleue proposée par le Grenelle de l'environnement ou déjà mise en œuvre par certaines collectivités, en application de la stratégie européenne pour la biodiversité prévoyant la restauration, protection et gestion d'un réseau écologique paneuropéen, lequel comprend notamment des corridors biologiques sous-marins.
Elle devra notamment, côté mer et fonds marins relier entre eux les estuaires du littoral français.

## Histoire
Le concept de réseau écologique sous-marin existait dans la stratégie paneuropéenne pour la diversité écologique et paysagère. En tant que réseau de zones marine protégées, il répond à une demande déjà ancienne de grandes ONG telles que le WWF ou Greenpeace. Il ne commence à se concrétiser dans le droit de l'environnement et l'aménagement du territoire en France qu'à partir de 2009. Il a, mi-2009, été officiellement mis en avant comme l'une des propositions majeures du Livre bleu des engagements du Grenelle de la Mer. Cette trame pourra s'appuyer sur d'autres propositions du grenelle :
- développement des aires marines protégées (20 % des mers sous responsabilité française directe, c'est-à-dire de la ZEE en 2020, et 10 % en 2010, dont 50 % (en moyenne globale en réserve de pêche)[1] ;
- tableau de bord de l'état des milieux marins (état de santé des écosystèmes marins, y compris profonds) ;
- lancement du « Port du futur »[1].

## Proposition du Grenelle de la mer
Une proposition (no 69 ) intitulée . « Parallèlement à l’instauration de la trame verte et bleue du Grenelle de
l’Environnement, instaurer une « trame bleu marine » » a été dans le rapport final déclinée en trois sous-propositions :
- Constitution d'une « trame bleu marine » étendant en mer la notion de « trame verte et bleue » mais incluant aussi les écotones et milieux particuliers que sont les littoraux (en y incluant explicitement les zones humides littorales, les estuaires, mangroves, lagons, lagunes, lidos, estrans, récifs coralliens… ; Il s'agit aussi de « prendre en compte les « zones de transition » » et leurs « fonctionnalités » » (La sous-proposition 69.a[2]) ;
- Un grand programme d'action (« France-Estuaires-cours d’eau 2015 ») pour les estuaires, lidos et deltas ; En particulier le rapport stipule que La richesse de l’estuaire de la Gironde, dernier grand estuaire européen, doit absolument être préservée (La sous-proposition 69.b [2]) ;
- « Plan d'actions national de l'estran » (la sous-proposition 69.c [2]; à réaliser avec le Conservatoire du littoral, en conduisant en 2010, de 10 opérations pilotes de gestion écologique des estrans et des plages (métropole et Outre-mer) [3] et en anticipant[4] la réalisation de l'objectif du « tiers sauvage » (atteindre ce seuil à l'échéance 2020-2030 au lieu de 2050.).

## Enjeux
L'identification, évaluation et prise en compte de cette trame est nécessaire à :
- une gestion et approche écosystémique des pêches ;
- la protection des océans et le maintien des fonctions vitales qu'assurent la biodiversité marine ;
- au passage d'un début de gestion intégrée de la zone côtière (GIZC) à une gestion intégrée de la mer et du littoral (GIML) (Proposition 68.b. du Grenelle de la mer).

### Rapports des groupes de travail et leurs synthèses
- Rapport du groupe de travail n°1 ( « La délicate rencontre entre la terre et la mer » ) et synthèse du groupe 1 (mis en ligne 2009/06/09).
- Rapport du groupe de travail n°2 (« Entre menaces et potentiels, une mer fragile et promesse d’avenir ») et synthèse du groupe 2 (mis en ligne 2009/06/09).
- Rapport du groupe de travail n°3 ( « Partager la passion de la mer » ) et synthèse du groupe 3(mis en ligne 2009/06/09).
- Rapport du groupe de travail n°4 (« Planète mer : inventer de nouvelles régulations ») et synthèse du groupe 4 (mis en ligne 2009/06/09).
- Lucien Laubier (coord.), Exploitation et surexploitation des ressources marines vivantes, Rapport RST n° 17, 2003, Tec & Doc. (rapport cité dans l'avis de l'Académie des sciences interrogée dans le cadre du Grenelle de la mer).